# David McIlveen

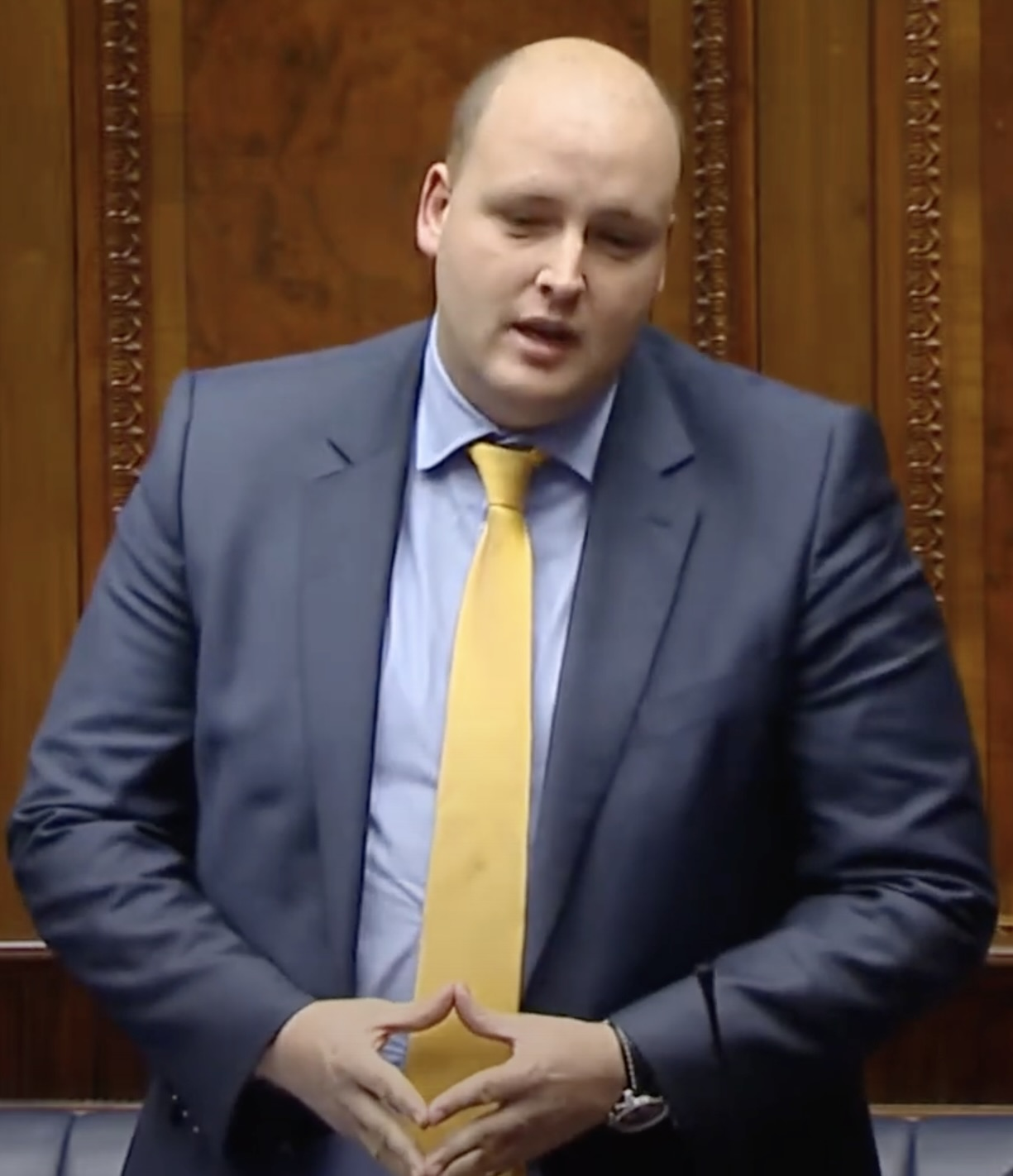
David McIlveen

David McIlveen (geboren am 11. Februar 1981) ist ein ehemaliger nordirischer Politiker und Mitglied der unionistischen DUP. Von 2011 bis 2016 war er Mitglied der Nordirlandversammlung.

## Werdegang
McIlveens stammt aus einer religiös geprägten Familie, sein Vater David war ein Prediger der Freien Presbyterianischen Kirche und Freund von Ian Paisley. Später wurde McIlveen als Immobilienmakler und -verwalter sowie als Publizist tätig, er hat geschäftliche Interessen im Nahen und Mittleren Osten.

## Politik
McIlveen ist seit 1997 Mitglied der DUP. Im Mai 2011 wurde er für den Wahlkreis North Antrim in die Nordirland-Versammlung gewählt. In der darauffolgenden Legislaturperiode war McIlveen Mitglied verschiedener Ausschüsse und von Oktober 2011 bis Mai 2016 auch des Northern Ireland Policing Board, dem Aufsichtsgremiums der nordirischen Polizei. Bei der folgenden Wahl 2016 trat er erneut an, verlor aber seinen Sitz an Phillip Logan.
Anlässlich der Regionalwahl 2017 kritisierte McIlveen den Umgang der DUP-Vorsitzenden und Co-Regierungschefin Arlene Foster mit dem Skandal um ein aus dem Ruder gelaufenes Programm zur Förderung erneuerbarerer Energien (Renewable Heat Incentive, kurz RHI) und meinte, es sei unwahrscheinlich, dass er weiterhin Mitglied der Partei bliebe. Außerdem unterstützte er die Wahl des UUP-Kandidaten Robin Swann.
Nachdem Foster im Frühjahr 2021 ihren Rückzug als Vorsitzende der DUP angekündigt hatte, meldete sich McIlveen erneut zu Wort. Er kritisierte mehrere Fehlentscheidungen der Parteiführung aus jüngerer Zeit und forderte unter anderem die Abwendung vom Populismus und die Rückkehr zu den Grundwerten der DUP.